# I’d Like to Die a Thousand Times
I’d Like to Die a Thousand Times ist der Titel des 8. Spielfilms des niederländischen Regisseurs Edwin Brienen. Gedreht wurde der Film im Sommer 2006 in Berlin. Premiere war in Deutschland am 26. April 2007.

## Handlung
Der Film folgt zwei Paaren 24 Stunden lang durch die Hitze des Sommers. Was als friedvoller Sommernachmittag begann, endet mit gewaltvollen Exzessen in einer Hölle von Nacht. Willkürlich ermorden die Protagonisten Passanten, ohne Grund, ohne jegliche Emotion, um am Ende im „Paradies“ zu enden, wo die beide Paare nackt herumtanzen und kokett die Zuschauer anblicken.

## Kritik
Die tip schrieb: „Was ist gut? Was schlecht? Und wieso schaut Gott nur zu? Altbekannte Fragen, die nicht altern – Edwin Brienen stellt sie in seinem brandneuen No-Budget-Werk auf eine Weise, die starkes Unbehagen hervorruft. Billige Thrills sucht man demnach vergebens. Stattdessen stellen sich ungefragt unbequeme Überlegungen zu Bigotterie und moralischer Indifferenz ein, den beiden prägenden Haltungen der Gegenwart zur allgegenwärtigen Gewalt. Denn Brienen übersetzt lediglich den sittlichen Zustand des postindustriellen Menschen in zugleich radikal simple und denkbar drastische Bilder. Und wenn er in der Paradiesszene am Ende Unschuld und Sünde in eins fallen lässt, dann kann einem vor lauter Wahrheit ganz schwindlig werden.“

## Motivation des Regisseurs
Regisseur und auch Drehbuchautor des Films, Edwin Brienen, sagte über den Film: „Ich bin immer interessiert wie Normen und Werte in der heutigen Gesellschaft entstehen, und besonders daran, wie sie manipuliert werden. Mit unserem verzweifelten Bedürfnis Dinge zu kategorisieren, auf gute und schlechte Seiten. In der heutigen Zeit ist dies ausser Kontrolle geraten. Britney Spears verurteilen, weil sie keine Unterwäsche trägt, aber sich keinen Deut um die hundert Toten täglich im Irak zu kümmern. Ich wollte mit diesen heuchlerischen Widersprüchen spielen. Darum bin ich auch auf der Seite der bösen Jungs in diesem Film, den Killern. Nicht unbedingt als eine politische Stellungnahme, sondern weil es so einfach auch mehr Spass macht.“ (Pressetext)

## Trivia
Der Film war eigentlich als deutschsprachiges Projekt gemeint und hatte als Arbeitstitel „Heilige Nacht“.